# Taraclia
Taraclia (in bulgaro: Тараклия) è una città della Moldavia capoluogo del distretto omonimo di 13.756 abitanti al censimento del 2004.

## Storia
A seguito dello scoppio della guerra russo turca del 1806-12 si registrò una consistente migrazione di Bulgari dalla loro madrepatria verso la Bessarabia meridionale, una regione semidisabitata entrata a far parte dell'Impero russo proprio grazie alla vittoria in quel conflitto. La città venne così fondata ufficialmente nel 1813, dato che fa di Taraclia uno dei più antichi insediamenti bulgari in Bessarabia. La maggior parte della popolazione è di etnia bulgara. Nel corso della guerra russo-turca del 1828-29 una seconda ondata di profughi provenienti dalla Bulgaria, circa cinquanta famiglie, s'insediò a Taraclia. Gli ultimi Bulgari, 241 persone in tutto, arrivarono giunsero nel 1854.
Il 1º ottobre 2004 è stata inaugurata a Taraclia l'Università di Stato Grigorij Camblak.

## Amministrazione

### Gemellaggi
- Nova Zagora